# Mark Hempsell
Mark Hempsell és un enginyer aeroespacial del Regne Unit i director general de l'empresa Hempsell Astronautics Ltd., que actualment està dissenyant l'estàndard d'interfície d'espai universal (USIS), un sistema que té com a objectiu estandarditzar l'atracament, l'ancoratge i l'acoblament de satèl·lits i d'altres naus espacials. Mark va treballar anteriorment a la companyia Reaction Engines Limited, on va ser membre del consell d'administració com a director de programes de futur.
És llicenciat en Física per l'Imperial College de Londres i màster en Astronomia i Astronàutica per la universitat de Hatfield. Com a Gerent de Desenvolupament de Negocis va cursar estudis d'infraestructura sobre sistemes de llançament (BAe HOTOL, MacDonnell Douglas Delta Clipper), estacions espacials europees i la Càpsula polivalent BAe.
Va ser el president de la Societat Interplanetària Britànica (British Interplanetary Society) de 1997 a 2000 i de 2015 a l'actualitat i va ser editor del periòdic JBIS del 2005-2009.